# Y el mundo cambió
Y el mundo cambió es un programa de televisión en formato documental que se emite en Discovery Max desde el 27 de noviembre de 2012 a las 22:30h de la noche. 

A lo largo de cuatro episodios de una hora de duración, se adentran en la historia y también en el futuro de cuatro inventos perfectamente integrados en nuestra vida diaria. La serie se adentra en historias cotidianas de personas anónimas cuyo esfuerzo e imaginación dio como consecuencia algunos de los avances más importantes para la Humanidad.

Recrea las conexiones personales que hicieron posible estos logros, y lo hace utilizando todos los recursos técnicos imaginables. Desde maquetas a gran escala a los últimos gráficos por ordenador, pasando por planos imposibles de grabación, imágenes térmicas o de satélite nunca vistas y cuidadas recreaciones.

## Colaboraciones
Personalidades de la cultura, el arte y el deporte nacional aportan su opinión y sus experiencias en los diferentes episodios de la serie. Así, Santiago Calatrava, Pedro Duque, Luis Moya, Jon Sistiaga, Pedro de la Rosa, Antonio Lobato, Jesús Calleja, Edurne Pasabán, Boris Izaguirre o Dani Martínez comparten curiosidades y detalles que les vinculan a estos prodigiosos 'inventos cotidianos'.

El programa cuenta también con nombres como Donald Trump, Patrick Dempsey, Jeremy Irons, Ruben Barrichello o Jay Leno, que explican la importancia en sus vidas algo tan a priori cotidiano como un teléfono móvil y comentarán los más recientes diseños.

## Programas
| Invento           | Fecha de emisión | Share | Espectadores |
| ----------------- | ---------------- | ----- | ------------ |
| El avión          | 27 de noviembre  | 1,3%  | 285.000      |
| Los rascacielos   | 4 de diciembre   | 1.7%  | 341.000      |
| El teléfono móvil | 11 de diciembre  | 1,8%  | 361.000      |
| El coche          | 18 de diciembre  | 1.8%  | 365.000      |